# Jonah Gadjovich
Jonah Gadjovich (* 12. Oktober 1998 in Whitby, Ontario) ist ein kanadischer Eishockeyspieler, der seit Oktober 2023 bei den Florida Panthers in der National Hockey League (NHL) unter Vertrag steht. Mit dem Team gewann er in den Playoffs 2024 und 2025 den Stanley Cup. Zuvor verbrachte der linke Flügelstürmer, der mit der kanadischen U20-Nationalmannschaft bei der U20-Junioren-Weltmeisterschaft 2018 die Goldmedaille gewann, drei Jahre in der Organisation der Vancouver Canucks, die ihn im NHL Entry Draft 2017 ausgewählt hatten. Sein Schwager Spencer Martin ist ebenfalls professioneller Eishockeyspieler.

## Karriere
Gadjovich verbrachte seine Juniorenzeit zwischen 2014 und 2018 bei den Owen Sound Attack in der Ontario Hockey League (OHL). Dort konnte er seine Punktausbeute in drei Jahren in Folge kontinuierlich von neun auf letztlich 74 Scorerpunkte steigern. Mit der Mannschaft stieß der Stürmer in der Saison 2016/17 bis in die Vorschlussrunde der Playoffs vor und wurde zudem ins Second All-Star Team der OHL berufen. Schließlich wählten die Vancouver Canucks aus der National Hockey League (NHL) Gadjovich in der zweiten Runde des NHL Entry Draft 2017 an der 55. Position aus. Der Angreifer verbrachte jedoch noch eine vierte und letzte Spielzeit in der OHL, obwohl er im Oktober 2017 einen Einstiegsvertrag bei den Vancouver Canucks unterzeichnet hatte. Aufgrund einer Handgelenksverletzung verpasste er aber einen Großteil der Spiele und absolvierte lediglich 42 Partien.
Zur Saison 2018/19 wechselte der Kanadier schließlich in die Organisation der Vancouver Canucks. Die Canucks setzten den Nachwuchsspieler in den folgenden drei Spielzeiten jedoch ausschließlich in ihrem Farmteam, den Utica Comets, in der American Hockey League (AHL) ein. Erst zum Ende des Spieljahres 2020/21 debütierte Gadjovich für Vancouver in der NHL. Bei dem Versuch ihn zum Beginn der Saison 2021/22 über den Waiver zum neuen Kooperationspartner Abbotsford Canucks zurück in die AHL zu schicken, wurde der Offensivspieler von den San Jose Sharks ausgewählt, die damit seinen noch ein Jahr gültigen Vertrag übernahmen. Im Saisonverlauf kam er bei den Sharks zu 43 Einsätzen.
Im Juli 2023 unterzeichnete Gadjovich einen auf die AHL beschränkten Vertrag bei den Charlotte Checkers, sodass er die Sharks nach zwei Jahren verließ. Im Oktober 2023 erhielt er wenig später auch einen Einjahresvertrag beim NHL-Kooperationspartner der Checkers, den Florida Panthers. Mit diesen gewann er in den Playoffs 2024 den Stanley Cup, wobei der Kanadier auf der Trophäe verewigt wurde, obwohl er mit 39 Partien knapp nicht die benötigte Hälfte der Spiele der regulären Saison absolviert hatte. In den Playoffs war er nicht zum Einsatz gekommen. In den Playoffs 2025 wiederum verteidigten sie den Titel durch einen weiteren 4:2-Sieg gegen die Oilers, wobei Gadjovich nun auch regelmäßig in den Playoffs gespielt hatte.

### International
Für sein Heimatland nahm Gadjovich mit der kanadischen U20-Nationalmannschaft an der U20-Junioren-Weltmeisterschaft 2018 im US-amerikanischen Buffalo teil. Dabei gewann er mit der Auswahl nach einem 3:1-Finalsieg über Schweden die Goldmedaille. In sieben Turniereinsätzen verbuchte der Stürmer dabei fünf Scorerpunkte. Darunter befanden sich zwei Tore, die er beide in der Vorrunde erzielte.

## Erfolge und Auszeichnungen
- 2017 OHL Second All-Star Team
- 2018 Goldmedaille bei der U20-Junioren-Weltmeisterschaft
- 2024 Stanley-Cup-Gewinn mit den Florida Panthers
- 2025 Stanley-Cup-Gewinn mit den Florida Panthers

## Karrierestatistik
Stand: Ende der Saison 2024/25

### International
Vertrat Kanada bei:
- U20-Junioren-Weltmeisterschaft 2018

(Legende zur Spielerstatistik: Sp oder GP = absolvierte Spiele; T oder G = erzielte Tore; V oder A = erzielte Assists; Pkt oder Pts = erzielte Scorerpunkte; SM oder PIM = erhaltene Strafminuten; +/− = Plus/Minus-Bilanz; PP = erzielte Überzahltore; SH = erzielte Unterzahltore; GW = erzielte Siegtore; 1 Play-downs/Relegation; Kursiv: Statistik nicht vollständig)